# Supernatural (sezonul 14)
Sezonul 14 Supernatural, un serial de televiziune  american  creat de Eric Kripke, a avut premiera pe The CW la 11 octombrie 2018. Sezonul este format din 20 de episoade. 
Al 13-lea episod al sezonului va fi al 300-lea episod al serialului.

## Distribuție

### Roluri principale
- Jared Padalecki - Sam Winchester
- Jensen Ackles - Dean Winchester / Michael[3]
- Mark Pellegrino - Nick[4]
- Alexander Calvert - Jack
- Misha Collins - Castiel

### Roluri secundare
- Jim Beaver - Bobby Singer[5][4]
- Samantha Smith - Mary Winchester[6][7]
- Danneel Ackles - Sister Jo / Anael[8][9]
- Katherine Evans - Maggie[10]
- Dean Armstrong - Kip[11][12]
- Meganne Young - Lydia Crawford[13]
- Kim Rhodes - Sheriff Jody Mills[14]
- Yadira Guevara-Prip - Kaia Nieves[15]
- Genevieve Buechner - Samantha Juarez[16]
- Aaron Paul Stewart - Dirk Winchell[16]
- Kurt Ostlund - Stuart Blake[16]
- Leah Cairns -  Sasha Rawling[17]
- Chris Patrick-Simpson - Neil[17]
- Ruth Connell -  Rowena[14]
- Briana Buckmaster - Sheriff Donna Hanscum[15]
- Kathryn Newton - Claire Novak[15]
- Katherine Ramdeen - Alex Jones[15]
- Clark Backo - Patience Turner[15]
- Amanda Tapping - Naomi[6]
- Felicia Day - Charlie Bradbury[18]

## Episoade
| Nr. în serial | Nr. în sezon | Titlu                        | Regizat de          | Scris de                           | Data difuzării    | Cod de producție | US telespectatori (milioane) |
| ------------- | ------------ | ---------------------------- | ------------------- | ---------------------------------- | ----------------- | ---------------- | ---------------------------- |
| 288           | 1            | „Stranger in a Strange Land” | Thomas J. Wright    | Andrew Dabb                        | 11 octombrie 2018 | T13.21151        | 1.49                         |
| 289           | 2            | „Gods and Monsters”          | Richard Speight Jr. | Brad Buckner & Eugenie Ross-Leming | 18 octombrie 2018 | T13.21152        | 1.53                         |
| 290           | 3            | „The Scar”                   | Robert Singer       | Robert Berens                      | 25 octombrie 2018 | T13.21153        | 1.39                         |
| 291           | 4            | „Mint Condition”             | Amyn Kaderali       | Davy Perez                         | 1 noiembrie 2018  | T13.21154        | 1.46                         |
| 292           | 5            | „Nightmare Logic”            | Darren Grant        | Meredith Glynn                     | 8 noiembrie 2018  | T13.21155        | 1.43                         |
| 293           | 6            | „Optimism”                   | Richard Speight Jr. | Steve Yockey                       | 15 noiembrie 2018 |                  |                              |
| 294           | 7            | „Unhuman Nature”             | John Showalter      | Eugenie Ross-Leming & Brad Buckner | 29 noiembrie 2018 |                  |                              |
| 295           | 8            |                              | Eduardo Sánchez     |                                    |                   |                  |                              |

## Legături externe
- Site web oficial
- „Supernatural” la Internet Movie Database
- Supernatural la epguides.com